# Inline-Speedskating-Weltmeisterschaften 2018
Die Inline-Speedskating-Weltmeisterschaften 2018 fanden vom 1. bis 8. Juli 2018 im niederländischen Heerde und Arnhem statt. Die Wettbewerbe auf der Bahn wurden in Heerde und die auf der Straße in Arnhem ausgetragen.

## Frauen
| Distanz              | Gold                                                       | Silber                                     | Bronze                                                 |
| Bahn                 | Bahn                                                       | Bahn                                       | Bahn                                                   |
| -------------------- | ---------------------------------------------------------- | ------------------------------------------ | ------------------------------------------------------ |
| 500 m Sprint         | Vanessa Herzog                                             | Javiera Vargas                             | Geiny Pajaro                                           |
| 1000 m Sprint        | Mareike Thum                                               | Yi Seul An                                 | Vanessa Herzog                                         |
| 10000 m Punkte-Auss. | Fabriana Arias                                             | Francesca Lollobrigida                     | Johana Viveros                                         |
| 15000 m Ausscheidung | Johana Viveros                                             | Guo Dan                                    | Fabriana Arias                                         |
| 3000 m Staffel       | Kolumbien Kertinck Sarmiento Johana Viveros Fabriana Arias | Südkorea Yi Seul An So Yeong Shin Seul Lee | Deutschland Mareike Thum Laethisia Schimek Sabine Berg |
| Straße               |                                                            |                                            |                                                        |
| 100 m Einzelsprint   | Geiny Pajaro                                               | Yesenia Escobar                            | Ying Chu Chen                                          |
| 1 Runde              | Andrea Canon                                               | Yesenia Escobar                            | Erin Jackson                                           |
| 10000 m Punkte       | Johana Viveros                                             | Francesca Lollobrigida                     | Mareike Thum                                           |
| 20000 m Ausscheidung | Francesca Lollobrigida                                     | Johana Viveros                             | Fabriana Arias                                         |
| Langstrecke          |                                                            |                                            |                                                        |
| 42195 m Marathon     | Ho-Chen Yang                                               | Francesca Lollobrigida                     | Maria Guerra                                           |

## Männer
| Distanz              | Gold                                                       | Silber                                           | Bronze                                                |
| Bahn                 | Bahn                                                       | Bahn                                             | Bahn                                                  |
| -------------------- | ---------------------------------------------------------- | ------------------------------------------------ | ----------------------------------------------------- |
| 500 m Sprint         | Pedro Causil                                               | Edwin Estrada                                    | Elton de Souza                                        |
| 1000 m Sprint        | Gwendal Le Pivert                                          | Andres Munoz                                     | Pedro Causil                                          |
| 10000 m Punkte-Auss. | Alex Cujavante                                             | Bart Swings                                      | Daniel Niero                                          |
| 15000 m Ausscheidung | Alex Cujavante                                             | Daniel Niero                                     | Bart Swings                                           |
| 3000 m Staffel       | Frankreich Elton De Souza Gwendal Le Pivert Ewen Fernandez | Kolumbien Pedro Causil Jaime Uribe Edwin Estrada | Italien Daniel Niero Duccio Marsili Giuseppe Bramante |
| Straße               |                                                            |                                                  |                                                       |
| 100 m Einzelsprint   | Ioseba Fernandez                                           | Edwin Estrada                                    | Jin-Young Kim                                         |
| 1 Runde              | Edwin Estrada                                              | Simon Albrecht                                   | Pedro Causil                                          |
| 10000 m Punkte       | Daniel Zapata                                              | Diogo Marreiros                                  | Bart Swings                                           |
| 20000 m Ausscheidung | Bart Swings                                                | Daniel Niero                                     | Nolan Beddiaf                                         |
| Langstrecke          |                                                            |                                                  |                                                       |
| 42195 m Marathon     | Felix Rijhnen                                              | Jorge Bolanos                                    | Jason Suttels                                         |

## Medaillenspiegel
| Platz | Land                | Gold | Silber | Bronze | Gesamt |
| ----- | ------------------- | ---- | ------ | ------ | ------ |
| 1.    | Kolumbien           | 11   | 7      | 7      | 25     |
| 2.    | Deutschland         | 2    | 1      | 2      | 5      |
| 3.    | Frankreich          | 2    | 0      | 2      | 4      |
| 4.    | Italien             | 1    | 5      | 2      | 8      |
| 5.    | Belgien             | 1    | 1      | 3      | 5      |
| 6.    | Österreich          | 1    | 0      | 1      | 2      |
| 6.    | Chinesisch Taipeh   | 1    | 0      | 1      | 2      |
| 8.    | Spanien             | 1    | 0      | 0      | 1      |
| 9.    | Südkorea            | 0    | 2      | 1      | 3      |
| 10.   | Chile               | 0    | 1      | 0      | 1      |
| 10.   | Volksrepublik China | 0    | 1      | 0      | 1      |
| 10.   | Portugal            | 0    | 1      | 0      | 1      |
| 10.   | Ecuador             | 0    | 1      | 0      | 1      |
| 14.   | Vereinigte Staaten  | 0    | 0      | 1      | 1      |